# Eurypon coronula
Eurypon coronula är en svampdjursart som först beskrevs av James Scott Bowerbank 1874.  Eurypon coronula ingår i släktet Eurypon och familjen Raspailiidae. Arten är reproducerande i Sverige. Inga underarter finns listade i Catalogue of Life.